# ミャワディ

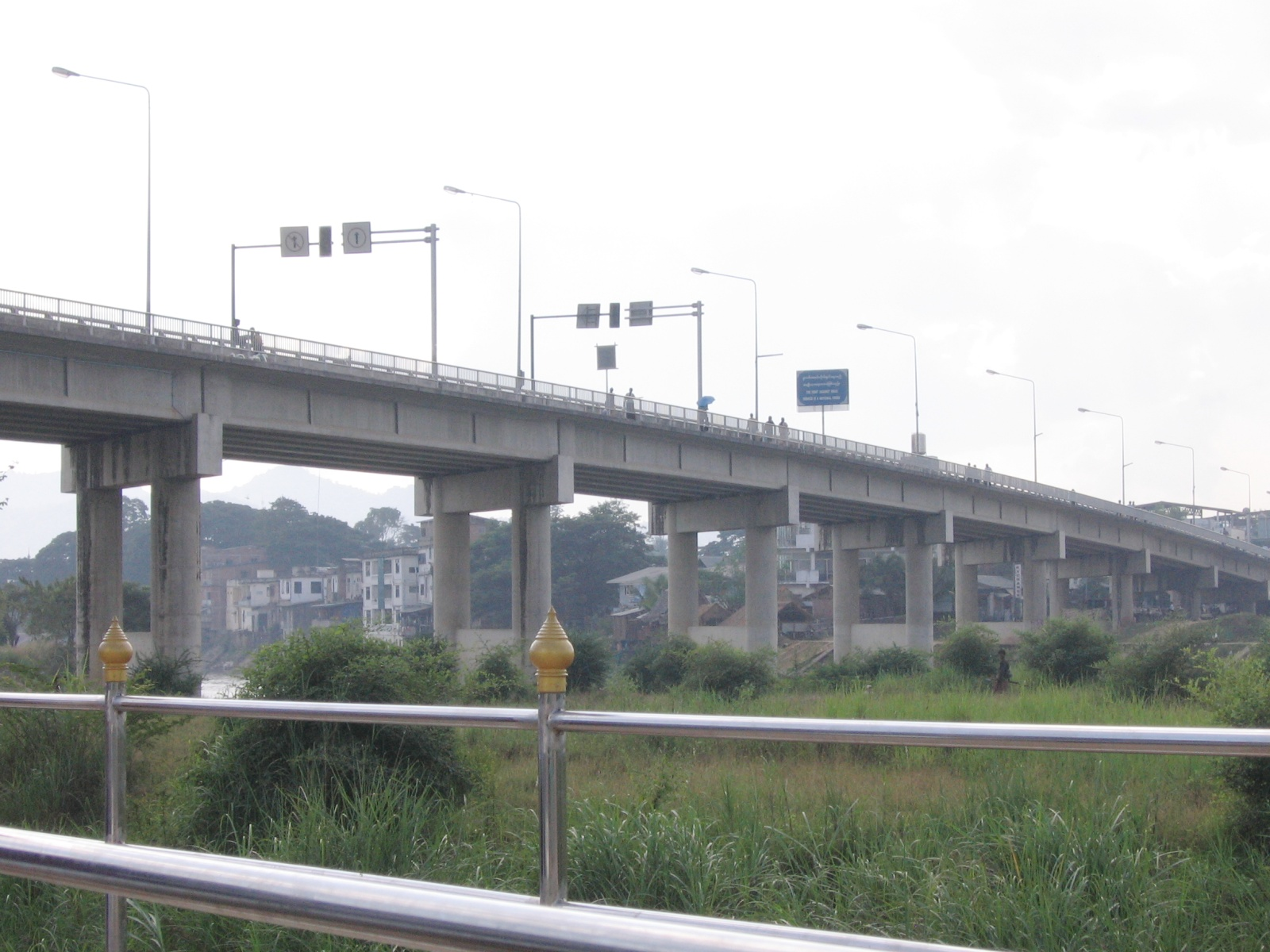
ミャワディとメーソートとを結ぶタイ・ミャンマー友好橋

ミャワディ (Myawaddy、ビルマ語: မြဝတီ、スゴー・カレン語: ရၤမတံ) は、ミャンマーのカレン州ミャワディー郡にある都市。タイのメーソート郡と国境を接している。国境線にはモエイ川（ムーイ川）が流れ、対岸にタイの町メーソットがある。
タイから生活必需品を持ち込む上で、重要なルートである。東西経済回廊（アジアハイウェイ1号線）の通り道でもある。
2021年ミャンマークーデター後の内戦では当初よりミャンマー軍が支配していたが、2024年4月5日に反政府組織のカレン民族解放軍（Karen National Liberation Army: KNLA）へ投降した。ミャワディ占領にはKNLAが大きな役割が果たしていたものの、KNLAは市内の安全を確保するためにカレン民族軍（KNA）、 カレン民族同盟/カレン民族解放軍平和評議会（KNU/KNLA-PC） 、民主カレン慈善軍（DKBA）といったカレン系武装勢力にミャワディの占領権を譲り渡した。しかし、同月24日にカレン系武装勢力はミャワディから撤退し、カレン民族軍とミャンマー軍が再占領した。

## 犯罪
2010年代半ば以降、ミャワディは中央政府の統制が及びづらく、違法なカジノが存在する。2021年時点で、ミャワディには少なくとも18のカジノが存在した。
ミャワディ周辺地域は、有罪判決を受けた中国人実業家である佘智江によって設立された亜太ニューシティがあり、もと三合会のリーダーである尹国駒とつながりのある賽西港園区、その他環亜国際ニューシティーなどがある。近くのシュエコッコは地域の犯罪、人身売買、特殊詐欺の主要拠点となっている。
近郊のメートータレー（Mauwhtotalay）にあるKK園区もまた、サイバー詐欺、人身売買、オンライン・ギャンブル、売春、麻薬の中心地となっている。ミャワディ近郊で行われるサイバー犯罪には、中国系犯罪組織によってオンラインで信用を得てから行われる詐欺が運営されている。詐欺グループは世界各地の人々を騙して詐欺団地に誘拐して監禁し、詐欺を強要している。その際に拷問も行われることがある。
2025年1月、中国人俳優の王星がミャワディにある詐欺の拠点に連れていかれたことが携帯電話のGPS機能から判明し、数日で確保された（王星失踪事件）。中国では同様の失踪者が170人以上おり、その家族からSNSで陳情が拡散された。
日本にも犯罪の影響が及んでおり、2024年末から2025年初頭にかけてインターネットで誘われてタイへ渡った日本人高校生が川を渡ってミャワディへ誘拐される事件が発生した。高校生は、中国語を話す胴元からオンライン詐欺の「かけ子」を強要され、ノルマを達成しないと電気ショックなどの暴行を受けた。その後、高校生は携帯電話で所在を日本の知人に知らせ、在タイ日本大使館経由でタイ警察による保護に繋がった。
2月5日ごろから、ミャンマーの国境近くにある3都市ミャワディ、パヤトンズー、タチレクの詐欺拠点5か所に対して、捜査の一環としてタイ側からの燃料、インターネット、電力の遮断が行われた。当地域の多くは、タイ側からのインフラに頼っており、犯罪者集団は拠点を引き払い、外国人の解放も行われた。
2月22日には、KK園区などへの一斉捜査が行われた。26日時点に捜査を行った武装勢力は、28カ国・地域の7141人に上る保護外国人のリストを作成している。
3月6日、タイ治安当局からの情報として、中国人犯罪組織はミャワディ周辺にあった拠点の多くをパヤトンズー、ヤンゴンなどへ移転させたとしていると報道した。また別のメディアによると、カンボジア北西部ポイペトへの移転も見られるとしてる。